# 福克納 (堪薩斯州)
福克納為美國堪薩斯州切羅基縣的非建制地區。此社區海拔高度為251公尺（823英尺）。

## 歷史
福克納在密蘇里太平洋鐵路為一處裝運地點。
此社區的郵政局於1886年9月18日開設，期間持續營運直到1944年9月30日終止。

## 經濟
福克納擁有一間企業：福克納穀物（Faulkner Grain）。

## 延伸閱讀
- History of Cherokee County, Kansas; Nathanial Allison; Biographical Publishing; 646 pages; 1904. (Download 31MB PDF eBook)

## 外部連結
- Faulkner early history, skyways
- USD 493 （页面存档备份，存于）, local school district
- Cherokee County Map （页面存档备份，存于）, KDOT